# Protapion trifolii
Protapion trifolii é uma espécie de insetos coleópteros polífagos pertencente à família Apionidae.
A autoridade científica da espécie é Linnaeus, tendo sido descrita no ano de 1768.
Trata-se de uma espécie presente no território português.